# The Time Travelers (film din 1964)
The Time Travelers este un film SF de groază de acțiune american din 1964 regizat de Ib Melchior pentru American International Pictures. În rolurile principale joacă actorii Preston S. Foster, Philip Carey, Merry Anders.

## Distribuție
- Preston Foster este Dr. Erik von Steiner
- Philip Carey este Dr. Steve Connors
- Merry Anders este Carol White
- John Hoyt este Dr. Varno
- Dennis Patrick este Councilman Willard
- Joan Woodbury este Gadra
- Delores Wells este Reena
- Steve Franken este Danny McKee, the Electrician
- Berry Kroeger este Preston
- Gloria Leslie este Councilwoman
- Mollie Glessing este Android
- Peter Strudwick este Mutantul
- J. Edward McKinley este Raymond
- Margaret Seldeen este Miss Hollister

Cameo
- Forrest J Ackerman apare în câteva scene ca diferiți tehnicieni. Singura sa replică în film este "I'm keeping all my Spacemen happy".

## Vezi și
- Listă de filme SF de acțiune
- Listă de filme SF de groază